# OR10J1
Olfaktorni receptor 10J1 je protein koji je kod ljudi kodiran OR10J1 genom.
Olfaktorni receptori formiraju interakcije sa molekulima mirisa u nosu, čime se inicira neuronski respons koji izaziva percepciju mirisa. Oni su odgovorni za prepoznavanje i G proteinima posredovanu transdukciju mirisnih signala. Proteini olfaktornih receptora su članovi velike familije G protein spregnutih receptora (GPCR). Poput mnogih receptora za neurotransmitere i hormone, olfaktorni receptori imaju strukturu 7-transmembranskog domena. Oni su kodirani genima sa jednim eksonom. Geni olfaktornih receptora su najveća familija genoma. Nomenklatura gena i proteina olfaktornih receptora je nezavisna od drugih organizama.

## Literatura
- Fuchs T; Malecova B; Linhart C;  . (2003). „DEFOG: a practical scheme for deciphering families of genes”. Genomics. 80 (3): 295—302. PMID 12213199. doi:10.1006/geno.2002.6830.
- Strausberg RL; Feingold EA; Grouse LH;  . (2003). „Generation and initial analysis of more than 15,000 full-length human and mouse cDNA sequences”. Proc. Natl. Acad. Sci. U.S.A. 99 (26): 16899—903. PMC 139241 . PMID 12477932. doi:10.1073/pnas.242603899.
- Malnic B, Godfrey PA, Buck LB (2004). „The human olfactory receptor gene family”. Proc. Natl. Acad. Sci. U.S.A. 101 (8): 2584—9. PMC 356993 . PMID 14983052. doi:10.1073/pnas.0307882100.
- Gerhard DS; Wagner L; Feingold EA;  . (2004). „The Status, Quality, and Expansion of the NIH Full-Length cDNA Project: The Mammalian Gene Collection (MGC)”. Genome Res. 14 (10B): 2121—7. PMC 528928 . PMID 15489334. doi:10.1101/gr.2596504.

## Spoljašnje veze
- OR10J1+protein,+human на 